# Willem Hooft
Willem Hendriksz Hooft (Amsterdam, 1661 - 15 januari 1740) was een 17e-eeuws bestuurder.
Willem was de zoon van Hendrik Hooft en Aagje Hasselaer. Hij was een telg uit het Amsterdamse regentengeslacht Hooft.
Willem Hooft diende als secretaris van de stad Amsterdam (1678-1690) waarna hij baljuw, kastelein en dijkgraaf werd van Woerden. Hij was schepen, raad (1708) en burgemeester te Delft (1720), gedeputeerde te velde (1709-1712), baljuw, en dijkgraaf van het Hoogheemraadschap van Delfland (1721). Hij was meesterknaap van Holland (1721), gecommitteerde raad (1723-1725), alsook bewindhebber van de VOC-Kamer Delft. Hij was een belangrijke en uitstekende regent en had veel invloed. Willem Hooft trouwde twee keer, eerst met Maria de Witt, de dochter van Johan de Witt en Wendela Bicker, en later met Adriana Verburgh, de weduwe van Gerard Jansz Putmans. Uit zijn eerste huwelijk had hij twee kinderen: Joan Hooft, geboren in 1682, en Agatha Wendela Hooft, geboren in 1681. Joan werd in 1701 vermoord op straat en Agatha trouwde met Rutger Mogge Joansz., heer van Haamstede, Koudekerke en Welland.
- Biografisch Portaal: 26855245